# 카밀 톨론

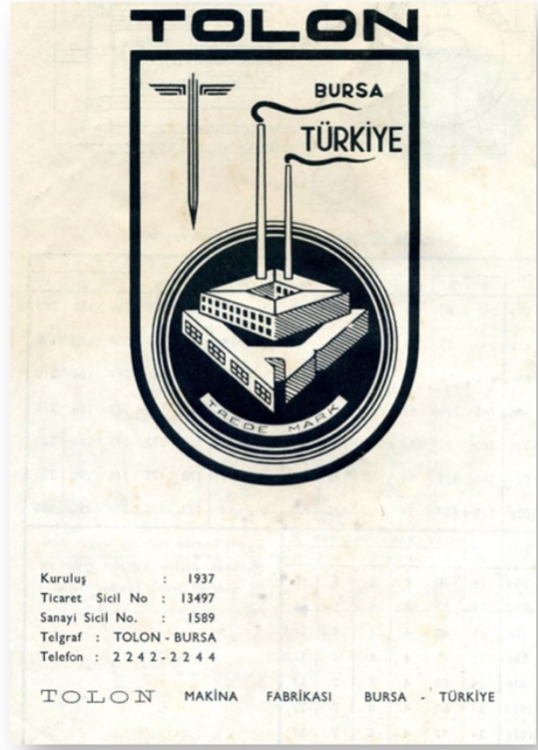

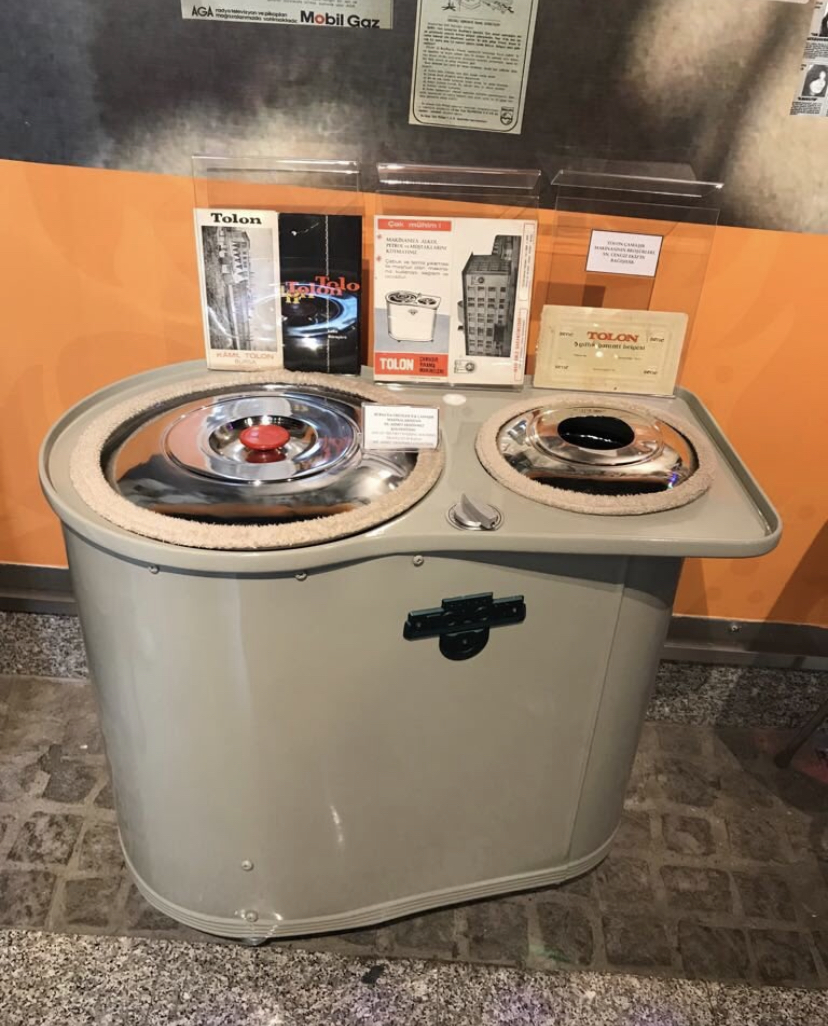

카밀 외즈데미르 톨론(튀르키예어: Kamil Özdemir Tolon, 1912년 2월 29일 ~ 1978년 7월 23일)은 터키의 공학자, 발명가, 기업인이다.

## 생애
1912년 2월 29일에 오스만 제국의 콘스탄티노폴리스(현재의 이스탄불)에서 태어났다. 그의 가족은 "사아치오울라르"(Saatçioğulları)로 알려져 있었다. 카밀 톨론은 무히틴과 베히예의 둘째 아이로 태어났다.
카밀 톨론은 1937년에 뮈에이예트 불루트(Müeyyet Bulut)와 결혼했다. 그 후에 그들의 자녀인 아바툰(Abatun)과 바르큰(Barkın)이 태어났다. 1943년에 뮈에이예트 불루트와 이혼하고 무자페르 빌릭튀(Muzaffer Biliktü)와 결혼했다. 1년 뒤에 아들인 다라(Dara)가 태어났고 6년 뒤에 딸인 자나(Cana)가 태어났다.

## 교육
카밀 톨론은 아버지의 사업을 이유로 여러 지방에서 초등학교를 마쳤다. 1931년에는 앙카라 소년 고등학교를 졸업했다. 카밀 톨론은 공학을 전공하려고 했지만 당시 터키에는 공과대학이 없었고 나중에 뮤직박스를 발명하게 된다. 카밀 톨론의 주인이 발명품을 사려고 했지만 주인이 속했던 회사는 가격이 비싸서 사지 않았다. 카밀 톨론은 나중에 뮤직박스를 에페스 가문에 팔아주게 된다. 1931년에는 앙카라 법학대학에 재학했다. 터키의 총리를 역임한 아드난 멘데레스(Adnan Menderes)는 그의 같은 반 친구였다.

## 경력
카밀 톨론은 1935년에 법학대학을 졸업하고 PTT 검사관에 임명되었으나 1937년에 아나톨리아로 첫 시찰 여행을 떠났던 이력 때문에 사임했다. 카밀 톨론은 부르사 시장을 역임했던 파흐리 바트자(Fahri Batıca)와 함께 가게를 열었는데 이들은 나중에 터키 최초의 세탁기를 생산하게 된다.
아드난 멘데레스 총리는 자신과 같은 학교 동문이었던 카밀 톨론에게 전기 모터를 생산할 것을 제안했는데 카밀 톨론은 터키 최초의 전기 모터를 생산하게 된다. 카밀 톨론은 이 기간 동안에 구리선 기계를 개발했다. 카밀 톨론은 나중에 정의당과 BCCI의 설립자가 되었다. 1978년 7월 23일에 스위스에서 사망했다.